# Vitsärk
Vitsärk förekommer i Ragnar Lodbroks saga som en av sönerna till Ragnar Lodbrok och hans hustru Aslög, och därmed en av de så kallade Ragnarsönerna. I sagan verkar berättelserna om Vitsärk handla om olika personer; en av dessa kallas också Halvdan Ragnarsson som var kung i England 876-877.
Vitsärk sades ha blivit övermannad och tillfångatagen under ett härjningståg i österled. När han fick valet hur han skulle bli avrättad, valde han att bli bränd på ett bål gjort av människohuvuden. Han skall därefter ha hämnats av sin far, Ragnar.
Det har spekulerats i om Vitsärk är den svenska vikingahövdingen Hoskuld (Oskold) som omkring år 866 erövrade Kiev, men sedan dräptes av Oleg år 882. Hoskuld (Oskold) hade tillnamnet Lodbrok (ludna byxor).

## Källa
- Hvitsärk i Nordisk familjebok (andra upplagan, 1909)
- Sagan på webbplatsen Heimskringla se speciellt vers 19